# 轮叶蟹甲草
轮叶蟹甲草（学名：Parasenecio cyclotus）为菊科蟹甲草属的植物，是中国的特有植物。分布于中国大陆的云南、四川等地，生长于海拔2,200米至3,600米的地区，多生在草地、林缘、山坡林下或路边。

## 异名
- Cacalia cyclota (Bur. et Franch.) Hand.-Mazz.